# Stop Breaking Down
«Stop Breaking Down» (también conocida como «Stop Breakin' Down Blues») es una canción delta blues grabada y escrita por Robert Johnson en 1937. Descrita como un "optimista Boogie con una fuerte línea de coro", la canción se hizo popular en gran medida a través de las interpretaciones posteriores de otros artistas.

## Composición y grabación
Robert Johnson grabó «Stop Breakin' Down Blues» durante su última sesión de grabación en 1937 en Dallas, Texas. La canción es una pieza solista de Johnson que proporciona el acompañamiento de la guitarra a su voz. Varias canciones han sido identificadas como "precedentes melódicos": «Caught Me Wrong Again» (Memphis Minnie, 1936), «Stop Hanging Around» (Buddy Moss, 1935) y «You Got to Move» (Memphis Minnie y Joe McCoy, 1934).
De sus grabaciones de Dallas, es la canción más uptempo de Johnson, con «su exuberante línea de conducción vocal de la historia». Se grabaron dos tomas de la canción, ambas sonaban muy similares, aunque Johnson arruinó el verso de apertura de la segunda toma. Su compañía discográfica lanzó ambas tomas en presentaciones diferentes, con algunos sencillos que tienen la primera toma y otros que tienen la segunda. A pesar de que la canción se toca en un estilo de guitarra conmocionado, en ambas tomas Johnson añadió una breve coda slide que aparece "como un pequeño chiste interior".
En 1970, la primera toma de la canción fue incluida en el álbum de Johnson King of the Delta Blues Singers, Vol. II, poniéndola disponible por primera vez desde su lanzamiento inicial. Ambas tomas se incluyeron más tarde en el box set The Complete Recordings, lanzado en 1990.

## Versión de The Rolling Stones
The Rolling Stones grabaron «Stop Breaking Down» para su álbum Exile on Main St.. Ellos interpretaron la canción de manera algo diferente de las versiones anteriores, con el trabajo prominente de la guitarra slide de Mick Taylor y de Mick Jagger proporcionando la armónica y la guitarra. Esta fue una de tres canciones en Exile on Main St. donde Ian Stewart toca el piano. Nicky Hopkins tocó en la mayoría de las pistas del álbum.
La única interpretación en vivo de la canción de los Stones (con Robert Cray en la guitarra slide y voz principal) está incluida en su DVD de conciertos The Rolling Stones: Voodoo Lounge Live. 
Después del lanzamiento de Exile on Main St., Allen Klein demandó a los Stones por incumplimiento de acuerdo porque Jagger y Richards habían creado su versión de «Stop Breaking Down» y compusieron otras cuatro canciones mientras estaban bajo contrato con su compañía, ABKCO Records. ABKCO adquirió los derechos de publicación de las canciones, obteniendo parte de las regalías de Exile on Main St., y fue capaz de publicar otro álbum de las canciones de Rolling Stones lanzadas anteriormente, More Hot Rocks (Big Hits & Fazed Cookies).

### Personal
Acreditados:
- Mick Jagger: voz, armónica, guitarra eléctrica.
- Charlie Watts: batería.
- Bill Wyman: bajo.
- Mick Taylor: guitarra slide.
- Ian Stewart: piano.

## Versiones de otros artistas
- Al igual que con la mayoría de las canciones de Johnson, «Stop Breakin' Down Blues» no pudo generar mucho interés en el público para ser comprado.[8] Sin embargo, su trabajo fue mantenido vivo por un "pequeño círculo de pares de Mississippi" con interpretaciones registradas por otros artistas de blues.[9] En 1945, Sonny Boy Williamson I grabó su versión como un temprano blues de Chicago con Big Maceo (piano), Tampa Red (guitarra) y Charles Sanders (batería) (RCA Victor 20-3047). Titulado «Stop Breaking Down», la canción incluía letras algo diferentes. Esta versión de Williamson inspiró las versiones cantadas "por la mayoría de los artistas del blues de Chicago de la posguerra".
- En 1954, Baby Boy Warren lo grabó al estilo de un blues de Chicago, pero usó la mayoría de las letras de Johnson (Drummond 3003). Forest City Joe grabó la canción en 1959, que fue lanzada en un álbum recopilatorio The Blues Roll On (Atlantic SD 1352). A finales de la década de 1960, Junior Wells grabó junto con Buddy Guy «Stop Breaking Down» para los álbumes Coming at You Baby (1968) y Southside Blues Jam (1969). Sus versiones son medleys que incorporan letras de «Five Long Years» y «Stop Breaking Down».
- «Stop Breaking Down» también fue grabada por Lucinda Williams en 1979 para su primer lanzamiento profesional, Ramblin', un álbum de covers de blues (que incluye también dos canciones más de Robert Johnson, «Ramblin 'on My Mind» y «Malted Milk Blues»).
- En 1986, Pussy Galore incluyó la canción para su parodia de Exile on Main St.
- La banda de Jeff Healey grabó una versión para la reedición de Cover to Cover, lanzada en 1995.
- El álbum de debut de The White Stripes de 1999 presenta una versión de «Stop Breaking Down»; Una versión en vivo grabada por la BBC se incluye con su sencillo de 2002 «Dead Leaves and the Dirty Ground».
- En el álbum de 2004 de Eric Clapton Me and Mr. Johnson, versionó esta canción junto con otras canciones de Robert Johnson.
- Todd Rundgren también incluyó la canción en su álbum del tributo a Roberto Johnson Johnson de Todd Rundgren, editado en 2011.

## Demanda judicial por copyright
«Stop Breakin' Down Blues» (junto con «Love in Vain») fueron objeto de una demanda relativa a los derechos de autor. En 2000, el tribunal sostuvo que las canciones no formaban parte del dominio público y que el título legal pertenecía a Robert Johnson y sus sucesores.